# Kloster Selbold
Das Kloster Selbold ist ein ehemaliges Prämonstratenserkloster in Langenselbold.

## Geschichte

### Gründung
In einer Urkunde von 1108 wird eine auf dem Gelände des Wohnsitzes des Grafen Dietmar von Selbold-Gelnhausen oberhalb der Kinzig bei „Selboldt“ gelegene und Johannes dem Täufer geweihte Kirche genannt, an der Dietmar Kleriker nach der Regel des heiligen Augustinus unter Leitung des Priesters Rabenuld anzusiedeln beabsichtigte. Statuen Dietmars aus dem Geschlecht der Reginbodonen, seiner Gattin Adelheid und seines Sohnes Timo befinden sich – so Wolfgang Hartmann – unter den Stifterfiguren im Naumburger Dom. Die Beziehungen Dietmars in den sächsisch-thüringischen Raum (insbesondere zu Naumburg (Saale), Camburg und (Bad) Klosterlausnitz) entstanden durch seine wahrscheinlich zu den Ludowingern gehörende Gattin, der er seine Klosterstiftung in Selbold widmete. Papst Paschalis II. nahm die Stiftung in seinen Schutz.

### Wirkung
Eine weitere Papsturkunde von 1139 nimmt zur Frage der Ordenszugehörigkeit noch keine Stellung, bestätigt aber dem Stift Privilegien, den Besitz der Peters-Pfarrei in Selbold und von Weingütern in Eltville. Der Papst bindet die Chorherren ausdrücklich an ihre Gehorsamspflicht gegenüber dem Erzbischof von Mainz. 1143 schenkte König Konrad III. einen bisher reichslehnbaren Zehnten an „Luitold, den Propst der Kirche Johannes des Täufers bei Selbold“. 1151 wurde die Stiftung unter dem Abt Gerhard in einer Urkunde des Mainzer Erzbischofs Heinrich I. erwähnt: Dieser nahm sie in seinen Schutz. Weiter unterstellte er dem Kloster außer der Peters-Kirche in Selbold die Kirchen St. Maria und St. Peter in Gelnhausen sowie Kapellen in Mittlau, Gondsroth und Hüttengesäß. Im Kampf um seine Selbständigkeit und seinen Einfluss begab sich das Stift 1158 in päpstlichen Schutz und wurde vom Einfluss des Mainzer Stiftes Maria ad Gradus eximiert.
Die Statuten des Klosters verpflichteten auf die Regel des heiligen Augustinus. Es stand zunächst unter der Paternität der Abtei Steinfeld in der Eifel. Später wurde es als Tochter des Klosters Prémontré bezeichnet und durch Prämonstratenser belegt. Der Anschluss Selbolds an diesen Orden kann in Nachfolge zu der 1135 erfolgten Stiftung des Prämonstratenser-Stiftes Wadgassen an der Saar durch Gisela, Witwe des Grafen Friedrich von Saarbrücken, einer Enkelin des Grafen Dietmar von Selbold, gesehen werden.
Im ausgehenden Mittelalter war das Stift ein Machtfaktor im unteren Kinzigtal, mit weit verstreutem Besitz bis in den Rheingau. Es hatte die geistliche Hoheit über das 1191 gegründete Nonnenkloster Konradsdorf und über das Kloster Tiefenthal. Dieses war aus der für Prämonstratenser anfänglich typischen Doppelung von Männer- und Frauen-Kloster hervorgegangen, 1151 nach Eltville-Rauenthal im Rheingau und 1173 nach Meerholz verlegt worden.
Ein Indiz klösterlicher Macht findet sich im nahen Gelnhausen, über das der Abt von Selbold die archidiakonale Gewalt ausübte. Während die Bürger Gelnhausens sich den Ausbau der Peters-Kirche wünschten, bestand der Abt auf dem Neubau der Maria, der Schutzpatronin des Ordens, geweihten Kirche. Der Abt setzte sich durch und ließ 1220–1238 die Marienkirche bauen. Die Reichsstadt entwand sich erst 1404 der Jurisdiktion des Abtes, als sie aus dem Archidiakonat Selbold ausgegliedert und dem Landkapitel Roßdorf unterstellt wurde.
1372 plünderten die Isenburger Grafen Heinrich und Johann das Kloster unter dem Vorwand, nicht ausreichend die ihnen zustehende Atzung erhalten zu haben, wobei sie alle Wertgegenstände, besonders die gottesdienstlichen Geräte, mitnahmen. Der Erzbischof von Mainz verhängte den Kirchenbann über die Grafen, ein Gericht verurteilte sie zur Herausgabe der geraubten Güter und zu zusätzlicher Strafe. Die Angelegenheit verlief im Sande: der Bann gegen die Kirchenräuber wurde wegen der Zusage der Genugtuung aufgehoben, aber die geraubten Güter kamen nie in das Kloster zurück.
Der Stiftsbezirk wurde 1472 weiter eingegrenzt, auf die Dörfer und Siedlungen Selbold, Baumwieserhof, Bruderdiebach (beide: Langenselbold), Lindenloch (heute: Wüstung), Hüttengesäß, Wiedermus und Gründau beschränkt, während die Siedlungen im Kinzigtal dem Tochterkloster Meerholz unterstellt wurden.

### Aufhebung
Die Gründerfamilie des Grafen Dietmar wurde über die Herren von Büdingen schließlich von den Isenburgern beerbt, auch hinsichtlich der Stiftsvogtei. Im Zuge der Reformation setzte sich die lutherische Lehre in den Isenburger Landen durch. Die Landesherren ließen Pfarrer und Gemeinden gewähren, die Mönche setzten der neuen Lehre keinen Widerstand entgegen und übernahmen sie zum Teil selbst. Dass im Zug des Bauernkriegs 1525 das Kloster geplündert wurde, beschleunigte seinen Verfall. Graf Anton von Isenburg aus der Ronneburger Linie hatte sich im gleichen Jahr bereits zur neuen Lehre bekannt und Verbindung zu Philipp Melanchthon aufgenommen. Er ließ Anfang 1543 das Kloster säkularisieren und eignete sich dessen Eigentum und Rechte an. Der letzte Abt, Konrad Jäger, verzichtete am 28. Februar 1543 zu Gunsten des Magistrats von Gelnhausen auf seine Rechte an der dortigen Marienkirche. Das Ende des Stiftes wurde sichtbar dokumentiert, indem der Abt das Klostersiegel zerbrach und dem Grafen und dem Bürgermeister jeweils eine Hälfte aushändigte. Jäger erhielt im Gegenzug eine jährliche Pension von 100 Gulden sowie ein Deputat an Naturalien. Er setzte sich in Gelnhausen zur Ruhe, wo er 1572 starb. Die übrigen zehn verbliebenen Mitglieder des Konvents bekamen eine Abfindung von zusammen 1.200 Gulden. 1543 blieb nur einer im Kloster zurück: Konrad Höhn, der erste Pfarrer der nun evangelischen Gemeinde. 1546 wurde das Kloster zur gräflichen Domäne. Neben der alten Pfarrkirche St. Laurentius und St. Peter an der Gründau und der Marien-Kapelle auf dem Totenhof stand der Gemeinde noch die ehemalige Stiftskirche auf dem Klosterberg offen. Sie lag allerdings abseits und wurde immer weniger genutzt.

### Abriss

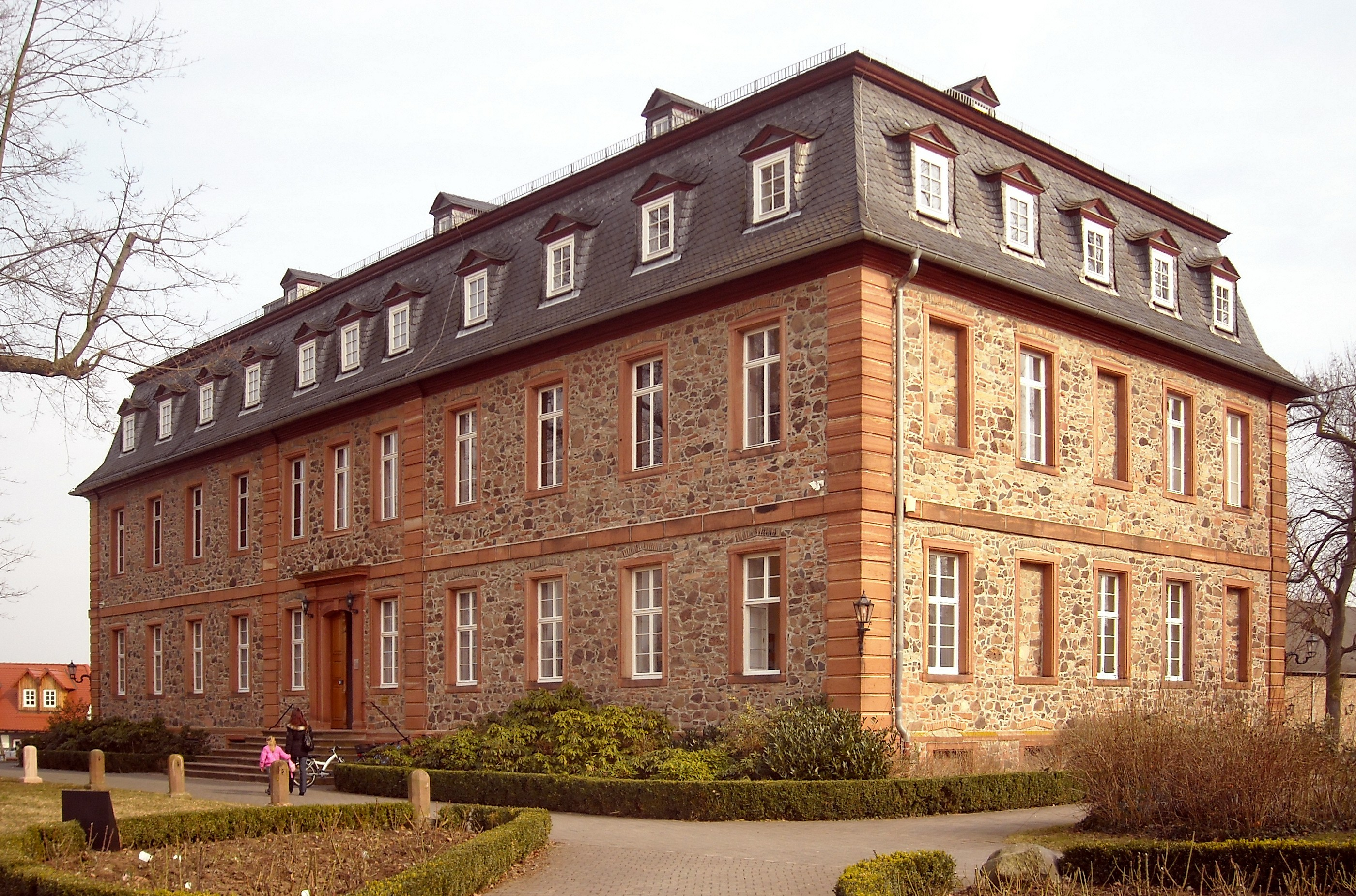
Schloss Langenselbold

Graf Wolfgang Ernst III. von Isenburg-Birstein beauftragte den Baudirektor der Hanauer Grafen, Christian Ludwig Hermann, für seinen zweitgeborenen Sohn auf dem ehemaligen Klostergelände ein repräsentatives Schloss und eine neue Kirche zu bauen. Ab 1725 wurden die ehemaligen Klostergebäude abgerissen und das Areal für das neue Schloss Langenselbold abgesteckt. Am 23. Mai 1727 war Grundsteinlegung zur neuen Kirche am dorfseitigen Hang des Klosterberges, die am 7. September 1735 eingeweiht wurde. Die neue Kirche war weniger Hofkirche als Gemeindekirche, besaß aber einen herrschaftlichen Stand. Die Kirche auf dem Klosterberg ist heute die evangelische Gemeindekirche von Langenselbold. Die beiden Schlossgebäude und die Nebenbauten wurden im 20. Jahrhundert von der politischen Gemeinde Langenselbold erworben und beherbergen heute unter anderem deren Stadtverwaltung.